# Kimmo Timonen
Kimmo Timonen (* 18. března 1975, Kuopio) je bývalý finský profesionální hokejista.

## Hráčská kariéra
Svou profesionální kariéru zahájil v roce 1992 v týmu finské ligy KalPa Kuopio, později hrál také za TPS Turku a HIFK Helsinki. V roce 1998 přestoupil do týmu Nashville Predators, kde hrál až do roku 2007. V tomto roce podepsal kontrakt s týmem Philadelphia Flyers, s nímž v roce 2010 došel až do finále play off NHL.K 12.5.2011 odehrál v NHL 884 zápasů, nastřílel 102 gólů a na dalších 362 přihrál. V play off přidal v 69 střetnutích 30 bodů za tři trefy a sedmadvacet gólových nahrávek.
S finskou reprezentací získal Kimmo Timonen tři olympijské medaile (bronzovou v roce 1998 a 2010, stříbrnou v roce 2006). Kromě toho získal tři cenné kovy i na mistrovství světa (1998, 1999, a 2001). V roce 2004 si také zahrál Světový pohár, kde se Suomi vybojoval druhé místo.
S týmem Chicago Blackhawks vyhrál Stanley Cup v sezóně 2014/2015 (16. června 2015 zvedl nad hlavu vysněný pohár).

## Ocenění a úspěchy
- 1994 MSJ All-Star Team.
- 1995/1996 SM-liiga Hráč měsíce prosince.
- 1996/1997 SM-liiga All-Star Team.
- 1996/1997 SM-liiga Trofej Mattiho Keinonena Cena pro nejefektivnějšího hráče v hodnocení plus/minus.
- 1998 MS Nejproduktivnější obránce (8 bodů).
- 2003/2004 NHL All-Star Game.
- 2004 SP All-Star Game.
- 2004/2005 Mestis Nejlepší nahrávač (7 asistencí).
- 2004/2005 Mestis Postup s týmem do nejvyšší soutěže SM-liiga.
- 2006 OH All-Star Tým.
- 2006/2007 NHL All-Star Game.
- 2011/2012 NHL All-Star Game.

- Jeho číslo #44 bylo v KalPa na jeho počet vyřazeno.

## Prvenství
- Debut v NHL – 16. prosince 1998 (Anaheim Ducks proti Nashville Predators)
- První asistence v NHL – 23. prosince 1998 (Nashville Predators proti Detroit Red Wings)
- První gól v NHL – 26. března 1999 (Florida Panthers proti Nashville Predators, kanadskému brankáři Sean Burke)

## Klubová statistika
| Sezóna       | Klub                | Soutěž       |      | Základní část | Základní část | Základní část | Základní část | Základní část |   | Play off | Play off | Play off | Play off | Play off |
| Sezóna       | Klub                | Soutěž       | Z    | G             | A             | B             | TM            | Z             | G | A        | B        | TM       |          |          |
| 1991–92      | Kalevan Pallo       | SM-l         | 5    | 0             | 0             | 0             | 0             | —             | — | —        | —        | —        |          |          |
| 1992–93      | Kalevan Pallo       | SM-l         | 33   | 0             | 2             | 2             | 4             | —             | — | —        | —        | —        |          |          |
| 1993–94      | Kalevan Pallo       | SM-l         | 46   | 6             | 7             | 13            | 55            | —             | — | —        | —        | —        |          |          |
| 1994–95      | Turun Palloseura    | SM-l         | 45   | 3             | 4             | 7             | 10            | 13            | 0 | 1        | 1        | 11       |          |          |
| 1995–96      | Turun Palloseura    | SM-l         | 48   | 3             | 21            | 24            | 22            | 9             | 1 | 2        | 3        | 12       |          |          |
| 1996–97      | Turun Palloseura    | SM-l         | 50   | 10            | 14            | 24            | 18            | 12            | 2 | 7        | 9        | 8        |          |          |
| 1997–98      | HIFK Hockey         | SM-l         | 45   | 10            | 15            | 25            | 24            | 9             | 3 | 4        | 7        | 8        |          |          |
| 1998–99      | Nashville Predators | NHL          | 50   | 4             | 8             | 12            | 30            | —             | — | —        | —        | —        |          |          |
| 1998–99      | Milwaukee Admirals  | IHL          | 29   | 2             | 13            | 15            | 22            | —             | — | —        | —        | —        |          |          |
| 1999–00      | Nashville Predators | NHL          | 51   | 8             | 25            | 33            | 26            | —             | — | —        | —        | —        |          |          |
| 2000–01      | Nashville Predators | NHL          | 82   | 12            | 13            | 25            | 50            | —             | — | —        | —        | —        |          |          |
| 2001–02      | Nashville Predators | NHL          | 82   | 13            | 29            | 42            | 28            | —             | — | —        | —        | —        |          |          |
| 2002–03      | Nashville Predators | NHL          | 72   | 6             | 34            | 40            | 46            | —             | — | —        | —        | —        |          |          |
| 2003–04      | Nashville Predators | NHL          | 77   | 12            | 32            | 44            | 52            | 6             | 0 | 0        | 0        | 10       |          |          |
| 2004–05      | HC Lugano           | NLA          | 3    | 0             | 1             | 1             | 0             | —             | — | —        | —        | —        |          |          |
| 2004–05      | Brynäs IF           | SEL          | 10   | 5             | 3             | 8             | 8             | —             | — | —        | —        | —        |          |          |
| 2004–05      | KalPa Hockey        | Mestis       | 12   | 4             | 13            | 17            | 6             | 8             | 3 | 7        | 10       | 4        |          |          |
| 2005–06      | Nashville Predators | NHL          | 79   | 11            | 39            | 50            | 74            | 5             | 1 | 3        | 4        | 4        |          |          |
| 2006–07      | Nashville Predators | NHL          | 80   | 13            | 42            | 55            | 42            | 5             | 0 | 2        | 2        | 4        |          |          |
| 2007–08      | Philadelphia Flyers | NHL          | 80   | 8             | 36            | 44            | 50            | 13            | 0 | 6        | 6        | 8        |          |          |
| 2008–09      | Philadelphia Flyers | NHL          | 77   | 3             | 40            | 43            | 54            | 6             | 0 | 1        | 1        | 12       |          |          |
| 2009–10      | Philadelphia Flyers | NHL          | 82   | 6             | 33            | 39            | 50            | 23            | 1 | 10       | 11       | 20       |          |          |
| 2010–11      | Philadelphia Flyers | NHL          | 82   | 6             | 31            | 37            | 36            | 11            | 1 | 5        | 6        | 14       |          |          |
| 2011–12      | Philadelphia Flyers | NHL          | 76   | 4             | 39            | 43            | 46            | 11            | 1 | 3        | 4        | 23       |          |          |
| 2012–13      | Philadelphia Flyers | NHL          | 45   | 5             | 24            | 29            | 36            | —             | — | —        | —        | —        |          |          |
| 2013–14      | Philadelphia Flyers | NHL          | 77   | 6             | 29            | 35            | 32            | 7             | 0 | 1        | 1        | 4        |          |          |
| 2014–15      | Chicago Blackhawks  | NHL          | 16   | 0             | 0             | 0             | 2             | 18            | 0 | 0        | 0        | 10       |          |          |
| Celkem v NHL | Celkem v NHL        | Celkem v NHL | 1108 | 117           | 454           | 571           | 654           | 105           | 4 | 31       | 35       | 109      |          |          |

## Reprezentace
| Rok             | Tým             | Soutěž          | Z  | G  | A  | B  | TM |
| --------------- | --------------- | --------------- | -- | -- | -- | -- | -- |
| 1992            | Finsko 18       | MEJ             | 4  | 0  | 0  | 0  | 0  |
| 1993            | Finsko 18       | MEJ             | 6  | 2  | 2  | 4  | 2  |
| 1993            | Finsko 20       | MSJ             | 7  | 2  | 0  | 2  | 6  |
| 1994            | Finsko 20       | MSJ             | 7  | 3  | 3  | 6  | 4  |
| 1995            | Finsko 20       | MSJ             | 7  | 2  | 6  | 8  | 4  |
| 1996            | Finsko          | MS              | 6  | 0  | 1  | 1  | 0  |
| 1998            | Finsko          | OH              | 6  | 0  | 1  | 1  | 2  |
| 1998            | Finsko          | MS              | 10 | 2  | 6  | 8  | 4  |
| 1999            | Finsko          | MS              | 10 | 1  | 4  | 5  | 6  |
| 2001            | Finsko          | MS              | 9  | 2  | 2  | 4  | 10 |
| 2002            | Finsko          | OH              | 4  | 0  | 1  | 1  | 2  |
| 2002            | Finsko          | MS              | 9  | 1  | 2  | 3  | 8  |
| 2003            | Finsko          | MS              | 7  | 2  | 5  | 7  | 2  |
| 2004            | Finsko          | SP              | 6  | 1  | 5  | 6  | 2  |
| 2005            | Finsko          | MS              | 6  | 2  | 1  | 3  | 6  |
| 2006            | Finsko          | OH              | 8  | 1  | 4  | 5  | 2  |
| 2010            | Finsko          | OH              | 6  | 2  | 2  | 4  | 2  |
| 2014            | Finsko          | OH              | 6  | 0  | 2  | 2  | 0  |
| Junioři celkově | Junioři celkově | Junioři celkově | 31 | 9  | 11 | 20 | 16 |
| Senioři celkově | Senioři celkově | Senioři celkově | 93 | 14 | 36 | 50 | 46 |